# Moville
Moville (in gaelico irlandese Bun an Phobail o Magh Bhile) è un centro costiero situato sulla parte orientale di Inishowen, penisola del Donegal, nella Repubblica d'Irlanda. Il centro si affaccia sul Lough Foyle, a poca distanza dalla città nordirlandese di Derry e dal porto di Greencastle.